# Armée (unité)
Pour les articles homonymes, voir Armée (homonymie).

Symbole de l'OTAN pour une armée.

Une armée est une unité militaire, d'une taille assez variable selon les nations et les époques. Les armées soviétiques étaient par exemple, lors de la Seconde Guerre mondiale, équivalentes à des corps d'armée, alors que la 1re armée française regroupait presque l'ensemble de l'armée de terre française pendant la guerre froide.
De nombreuses forces armées ont été structurées en armées : allemandes, américaines, australiennes, austro-hongroises, britanniques, bulgares, canadiennes, chinoises, égyptiennes, françaises, grecques, hongroises, indiennes, italiennes, japonaises, ottomanes, polonaises, roumaines, russes, serbes, soviétiques, turques ou yougoslaves. Ces armées sont généralement subdivisées en plusieurs corps d'armée ; elles peuvent être regroupées dans de vastes groupes d'armées.

## Armées françaises
Lors de la mobilisation d'août 1914, en application du plan XVII, les forces terrestres françaises sont organisées en cinq armées : les 1re, 2e, 3e, 4e et 5e armées. Leur effectif théorique était de 200 000 hommes chacune.
Lors de la mobilisation de septembre 1939, il y avait 11 armées  : numérotées 1 à 10 ainsi que l'armée des Alpes, de taille bien plus petite que celles de 1914 : de 80 000 à 160 000 hommes. En 1943, l'armée  B - reconstituée, après le débarquement anglo-américain à Alger le 8 novembre 1942, par la nouvelle  " Armée d'Afrique " , composée de Français Pieds Noirs et de Français musulmans - comptait plus de 260 000 hommes . Les effectifs de l'armée française à compter de septembre 1943 intègrent les forces françaises libres (F.F.L), créées par le général de Gaulle en juillet 1940, soit environ 70 000 militaires. Au moment de la reddition des forces allemandes en mai 1945, les effectifs totaux de l'armée française atteignent un million 300 000 hommes et femmes. Après juin 1944, l'amalgame d'environ 137 000 anciens membres des forces françaises de l'intérieur (F.F.I.) s'effectue progressivement, jusqu'à la dissolution des F.F.I. décidée par le général de Gaulle en septembre 1944. Il est à noter également que le 26 décembre 1943,  la 1re armée française avait été constituée par décision prise par le Comité français de libération nationale et elle est alors placée sous le commandement du général d'armée Jean De Lattre de Tassigny.   

## Armées soviétiques
Le terme d'armée, dans l'Armée rouge, désigne une unité sensiblement plus petite que ses équivalents occidentaux, il convient plus d'avoir à l'esprit une formation équivalente en effectifs à un corps d'armée. Ce sont néanmoins de grandes unités interarmes, dites « combinées », dont l'existence perdure même en temps de paix, période pendant laquelle elles sont affectées aux différents districts militaires, voire aux groupes de forces soviétiques, lorsqu'elles sont déployées à l'étranger. À l'ouverture des hostilités, elles sont généralement affectées au fronts nouvellement créés, mais peuvent parfois être utilisé de façon autonome, prenant alors le nom d'« armée indépendante ».
Au cours de la Seconde Guerre mondiale, certaines armées eurent tendance à se spécialiser dans certains rôles, et on vit apparaître ainsi, des « armées de choc », regroupant des unités spécialisées dans la rupture du front, puis des « armées de tanks », regroupant des unités blindées. Parallèlement, à la suite de bons résultats au combat, certaines obtinrent le titre honorifique de Garde, pour refléter leur statut d'unité d'élite.        